# 大衛後裔
大衛後裔是指以色列大衛王的後裔，在以色列統一王國時期建立了大衛王朝。犹太教有關大衛後裔的資料，是根據希伯來聖經的記錄，以及猶太傳統。
依照聖經的記載，大衛王朝之前的王朝是由便雅悯支派掃羅王建立的掃羅王朝，在掃羅王之後繼承以色列統一王國王位的是伊施波設。大衛曾和伊施波設有一段時間的衝突，雖然如此，不過神早已讓先知撒母耳膏立大衛為以色列人的王。後來伊施波設被其軍長所暗殺，大衛王在西元前1010年正式即位，成為以色列王國的王，大衛的繼位者是拔示巴所生的所羅門。在所羅門死後，羅波安繼位時，以色列十二支派拒絕大衛王朝的統治，只有猶大支派以及便雅憫支派仍接受羅波安的統治，其餘的十個支派擁立耶羅波安一世為王，在北方（撒馬利亞）建立以色列王國，猶大支派以及便雅憫支派則在南方（犹地亚）建立猶大王國。在耶羅波安叛亂成功之後，以色列王國已和大衛後裔無關，而猶大王國的國王（亞她利雅除外）仍是大衛後裔。
西元587年巴比倫圍攻耶路撒冷，之後所罗门圣殿被毁，猶大王國被新巴比倫帝國所滅。約在450年後，哈斯蒙尼王朝建立了巴比倫入侵後的第一個獨立猶太王國，不過此王國和大衛後裔、猶大支派都沒有關係。
在犹太教末世论中，彌賽亞會是猶太人的王，且其父系先祖可以追溯到大衛。他會在彌賽亞時代和來世統治犹太人。

## 以色列聯合王國
依照希伯來聖經，若有人被選召成為王，會在其頭上用圣膏油膏抺。大衛是由先知撒母耳所膏立。
大衛一開始只是犹大支派的王，統治希伯伦地區，在七年半之後，統治以色列的伊施波設死亡，其他以色列支派也歸順大衛。
依照希伯來聖經，後來以色列聯合王國以及後來的猶大王國的王都是大衛的後裔，因此有權繼承王位，統治以色列（或是後來的猶大王國）。

## 其他亞伯拉罕宗教的詮釋

### 基督教
基督教對撒母耳记下第7章裡大衛之約有許多不同的詮釋，傳統上是指新約聖經中耶稣的谱系。有一種大衛後裔的詮釋方式是將耶穌視為約瑟的兒子，而马太福音第1章1-16節將約瑟記錄在所羅門的後裔中，而路加福音第3章23-38節將馬利亞記錄在大衛之子拿單的後裔中。
猶太人傳統上認為彌賽亞是大衛的父系後裔（彌賽亞的父系祖先可以追溯到大衛），有時也認為耶穌的家譜是猶太人不相信耶穌是彌賽亞的原因。依耶穌在世上的父親約瑟來看，耶穌不可能是大衛的父系後裔。約瑟是猶大王約雅敬的兒子耶哥尼雅的後裔，而耶哥尼雅的後裔被神禁止統治以色列。
另一种基督教的解释强调了大卫的次要的、非王室的血统，通过所罗门的兄弟拿单传承下来，正如路加福音第3章所记载的那样（希伯來聖經中完全没有记录）。一种广为流传的基督教解释认为，从所罗门开始的大卫王朝的未能延续，与公元前500年代初期开始的约雅斤王朝的无神论有关（耶利米書22章30節）。
耶西之树（指大卫的父亲）是耶稣与大卫的谱系关系的传统基督教艺术表现形式。